# ミッシングリンク (パズル)

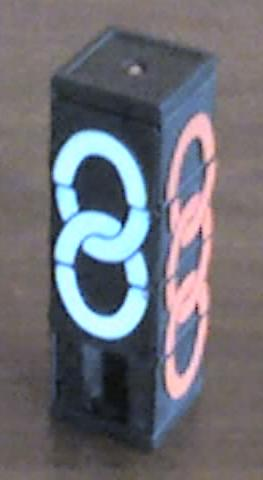
ミッシングリンク

ミッシングリンク（Missing Link）は、メカニカルパズルの一種で、1981年にスティーヴン・P・ハンソンとジェフリー・D・ブレスローが考案した。
ミッシングリンクには4つの面があり、それぞれ異なった色のチェーン模様が描かれている。1面にのみ3枚の板と何もない溝のみの部分があり、残り3つの面には4枚の板がある。上下の列は回転させることができ、溝により板を上下させることができる。パズルの目的は一度チェーン模様をバラバラにして、さらに元に戻すこととなる。
15枚の板と溝の並べ方は16の階乗通りあることになるが、4枚で構成されるチェーンの中央部分は同じで、また回転することで他の3個と同じ配列となる組み合わせがあるため、結局組み合わせとしては16! / 32 = 653,837,184,000通りとなる。3枚で構成されるチェーンについても同様に同じものと考えれば、さらに組み合わせは減り16! / 192 = 108,972,864,000通りとなる。